# Nárys
Jako nárys se v technickém kreslení označuje pohled na předmět z nejběžnější, zpravidla přední strany. Z nárysu by mělo být možno vyčíst největší množství informací o daném předmětu/obrobku. Zobrazovací metodou je pravoúhlé promítání.